# USS Momsen (DDG-92)
USS Momsen (DDG-92) je 26. raketni rušilec razreda Arleigh Burke, ki je v uporabi v vojni mornarici ZDA. Poimenovan je po viceadmiralu Charlesu B. Momsenu.

## Zgodovina
Gradnja se je začela 16. novembra 2001. USS Momsen je bil splovljen 28. avgusta 2004 na Floridi.
USS Momsen je prva ladja VM ZDA, ki je opremljena z Remote Minehunting System.
Je v sestavi pacifiške flote in dodeljena rušilnem skvadronu 9.